# Jacques-André Jacquelin
Pour les articles homonymes, voir Jacquelin.
Jacques-André Jacquelin, né le 18 mars 1776 à Paris où il est mort le 19 août 1827, est un auteur dramatique, parolier, chansonnier, goguettier et poète français.

## Biographie
Premier commis au ministère de la guerre, il devient inspecteur des théâtres secondaires de Paris.
Jacquelin est l’auteur d’une quarantaine de pièces, toutes oubliées aujourd’hui, et du Dictionnaire historique abrégé des hommes célèbres depuis les temps les plus reculés jusqu'à nos jours. Il collabora avec l'avocat Joseph-Henri Flacon Rochelle pour écrire certains ouvrages de théâtre.
Il était membre de la société du Caveau (du moins dans sa nouvelle version dénommée le Caveau moderne). En 1815 il en devint le secrétaire général.

## Œuvres
Théâtre
- La Nièce de ma tante Aurore, ou la Manie des romans, comédie en un acte, Paris, Théâtre de la rue de Thionville, 7 mars 1794
- Les Fureurs de l'amour, tragédie burlesque en 7 scènes et en vers, avec Joseph-Henri Flacon Rochelle, Paris, Jeunes-Artistes, 9 juin 1798
- Jean La Fontaine, comédie anecdotique en 1 acte et en prose, mêlée de vaudevilles, Paris, Jeunes-Artistes, 23 septembre 1798
- L’Enfant de l’amour, suite des Fureurs de l’amour, tragédie burlesque en un acte et en vers, Paris, Jeunes-Artistes, 2 mars 1799
- Jean Racine avec ses enfants, comédie anecdotique en 1 acte et en prose, mêlée de vaudevilles, Paris, Jeunes-Artistes, 21 avril 1799
- L'Antiquomanie, ou le Mariage sous la cheminée, comédie en 1 acte et en prose, Paris, Jeunes-Artistes, 27 mai 1799 Texte en ligne
- La Clef forée, comédie anecdotique en 1 acte et en prose, mêlée de vaudevilles, avec François-Pierre-Auguste Léger, Paris, 4 juillet 1799
- Le Peintre dans son ménage, comédie en 2 actes et en prose, mêlée de vaudevilles, avec A.-M. Lafortelle, Paris, Jeunes-Artistes, 21 octobre 1799
- Pradon sifflé, battu et content, comédie anecdote en un acte et en vaudevilles, avec Joseph-Henri Flacon Rochelle, Paris, Jeunes-Artistes, 4 août 1800
- Le Tableau de Raphaël, ou À trompeur trompeur et demi, comédie-proverbe en 1 acte et en vaudevilles, avec Joseph-Henri Flacon Rochelle, Paris, Jeunes-Artistes, 9 octobre 1800[2]
- Le Hasard corrigé par l’amour, ou la Fille en loterie, arlequinade en 1 acte et en vaudevilles, avec Joseph-Henri Flacon Rochelle, Paris, Jeunes artistes, 12 janvier 1801
- Molière avec ses amis, ou le Souper d'Auteuil, comédie historique en 2 actes et en vaudevilles, avec Antoine-François Rigaud, Paris, Jeunes-Artistes, 28 janvier 1801 Texte en ligne
- Cinq et deux font trois, ou le Marchand d'esprit, comédie proverbe en un acte en vers et en vaudevilles, Paris, Jeunes-Artistes, 18 décembre 1801
- Gille en deuil, opéra en 1 acte, avec Marc-Antoine-Madeleine Désaugiers et Armand Croizette, musique de Piccini, Paris, Montansier-Variétés, 3 août 1802
- Cric-crac, ou l'Habit du Gascon, comédie-vaudeville en 1 acte, avec Marc-Antoine-Madeleine Désaugiers, Paris, Montansier, 17 janvier 1803
- L’Amour à l'anglaise, comédie vaudeville en 1 acte en prose, avec Michel-Nicolas Balisson de Rougemont, Paris, Théâtre des jeunes élèves de la rue de Thionville, 24 février 1803 Texte en ligne
- Le Magister et le Meunier, ou les Escobarderies villageoises, comédie-vaudeville en 1 acte, tirée d’un ancien fabliau, avec Marc-Antoine-Madeleine Désaugiers, Paris, Théâtre de la rue Dauphine, 10 mars 1803
- La Mort de Néron, folie anecdotique en 1 acte et en prose, mêlée de vaudevilles, Paris, Théâtre des jeunes élèves de la rue de Thionville, 6 mai 1803
- Le Jalou de village, ou le Petit Bonnet jaune, opéra-vaudeville en 1 acte, Paris, 22 février 1804
- Pelisson, ou C'est le diable, comédie anecdotique en 1 acte et en vaudevilles, avec Joseph-Henri Flacon Rochelle, Paris, Montansier, 18 avril 1807
- Levez la toile !  pièce épisodique en 1 acte et en vaudevilles, Paris, Ambigu-Comique, 31 mai 1820
- L’Écarté, ou Un lendemain de bal, comédie en 1 acte, mêlé de vaudevilles, avec Maurice Ourry et René de Chazet, Paris, Vaudeville, 25 septembre 1822
- Le Passage militaire, ou la Désertion par honneur, divertissement en 1 acte, avec Antoine-Marie Coupart, Paris, Ambigu-Comique, 24 août 1823
- Les Deux Proscrits, ou l'Hospitalité généreuse, pièce en 1 acte, Paris, 25 août 1823, fêtes municipales offertes à Sa Majesté par M. le préfet de la Seine
- Fête à la halle ! ou le Retour de nos braves, tableau épisodique en 1 acte, avec Antoine-Marie Coupart, Paris, Ambigu-Comique, 13 décembre 1823
- Le Retour d'un brave, vaudeville en 1 acte, avec Antoine-Marie Coupart et E. F. Varez, Paris, Ambigu-Comique, 24 août 1824
- La Fête d'automne, tableau villageois en 1 acte, avec Antoine-Marie Coupart et E.-F. Varez, Paris, Ambigu-Comique, 4 novembre 1824
- L'Entrée à Reims, divertissement en 1 acte, avec Antoine-Marie Coupart et Armand Joseph Overnay, Paris, Ambigu-Comique, 29 mai 1825
- Les Fils de Pharamond, ou la Forêt enchantée, vaudeville féerie en 3 actes et à grand spectacle, Paris, Théâtre d'élèves, 7 juin 1825
- Bravoure et Clémence, ou les Vertus de Henri IV, pantomime en trois actes, Paris, Théâtre des Champs-Élysées, 8 juin 1825
- Un trait de Charlemagne, ou Éginard et Imma, drame héroïque en 3 actes, Paris, fêtes municipales offertes par la ville de Paris à S. M. Charles X, à l'occasion de la Saint-Charles, 3 novembre 1825
- Le Petit Postillon de Fimes, ou Deux fêtes pour une, à propos historique en 1 acte, avec Antoine-Marie Coupart et E.-F. Varez, Paris, Ambigu-Comique, 4 novembre 1825
- Le Béarnais, ou l'Enfance de Henri IV, à-propos mêlé de couplets, avec Eugène Hyacinthe Laffillard, Paris, Théâtre Seveste, 4 novembre 1826
- La Circulaire, comédie en 1 acte et en prose, avec Gabriel-Alexandre Belle, Paris, Gaîté, 10 juin 1828
- La Comédie au château, pièce en un acte mêlée de couplets, avec Antoine-Marie Coupart et E.-F. Varez, Paris, Théâtre des jeunes acteurs de M. Comte, 26 mai 1829

Varia
- Honorine, ou Mes vingt-deux ans, histoire véritable de Mlle D***, 1802-1803
- Almanach des Grâces, ou les Hommages à la beauté, 1804-1808
- Histoire des Templiers, ouvrage impartial recueilli des meilleurs écrivains, 1805 Texte en ligne
- Le Chansonnier de la cour et de la ville, 1809-1810
- La Lyre maçonnique, étrennes aux francs-maçons et à leurs sœurs, pour l’année M.DCCC.IX, 1810
- Ode sur la naissance du roi de Rome, 1811
- Pot-pourri chanté, le 11 août 1811, à la fête de Mme Jacquelin, née Suzanne Davesne
- Le Chansonnier des Bourbons, avec Michel-Nicolas Balisson de Rougemont, 1814 Texte en ligne
- Recueil de chansons, choisies et chantées par Jacquelin, 1815
- Le Chansonnier franc-maçon, composé de cantiques de banquet, échelles d'adoption, rondes, vaudevilles chansons et couplets, 1816
- Chansons chantées aux Champs-Élysées pour la fête du Roi, le 25 août 1816, avec Marc-Antoine Désaugiers
- La Galerie des badauds célèbres, ou Vivent les enfants de Paris !, chansonnette biographique, étrennes parisiennes pour 1816
- Le Sang des Bourbons, galerie historique des rois et princes de cette maison depuis Henri IV jusqu'à nos jours, 1819
- Manuel de biographie, ou Dictionnaire historique abrégé des hommes célèbres depuis les temps les plus reculés jusqu'à nos jours, composé sur le plan du Dictionnaire de la fable de Chompré, 1825 Texte en ligne